# Embajada de España en Jordania
La Embajada de España en Jordania es la máxima representación legal del Reino de España en el Reino Hachemita de Jordania. 

## Embajador
El actual embajador es Miguel de Lucas González, quien fue nombrada por el gobierno de Pedro Sánchez el 26 de abril de 2022.

## Misión diplomática
El Reino de España esta acreditado en el país a través de la embajada en Amán, creada en 1953.

## Historia
España estableció relaciones diplomáticas con Jordania en 1947, un año después de la conversión del Emirato de Transjordania en el Reino de Transjordania. A partir de 1951 se estableció el Reino de Jordania.